# Edmund Kramarz
Edmund Kramarz (ur. 21 sierpnia 1969) – polski lekkoatleta, biegacz długodystansowy, maratończyk.

## Kariera
Uczestnictwo w biegach lekkoatletycznych podjął będąc uczniem VIII klasy Szkoły Podstawowej nr 7 w Sanoku. W 1988 zdał maturę w II Liceum Ogólnokształcącym im. Marii Skłodowskiej-Curie w Sanoku. Podczas nauki w tej szkole startował w biegach ulicznych. W tym czasie został zawodnikiem klubu KS Komunalni Sanok. Reprezentując jego barwy zajmował drugie miejsce w I i II edycji Biegu Niepodległości (1989, 1990) w Sanoku na dystansie 5 km, organizowanych corocznie w dniu 11 listopada. Do 1989 był trenowany przez Edwarda Kozubala, a przez kolejne dwa lata przez Andrzeja Zatorskiego. W tym okresie zajął 7. miejsce w biegu na 5000 m podczas Młodzieżowych Mistrzostwach Polski. Od 1991 był zawodnikiem Krośnianki Krosno. Reprezentując ten klub wygrał III Bieg Niepodległości w Sanoku 9 listopada 1991 na dystansie 10 km.
Po ukończeniu liceum przez rok kształcił się w Policealnym Studium Zawodowym przy Zespole Szkół Mechanicznych w Sanoku, po czym podjął i ukończył studia w Wyższej Szkole Pedagogicznej w Rzeszowie. Następnie przez rok w randze asystenta prowadził na WSP zajęcia z lekkiej atletyki. Jako zawodnik reprezentował AZS Rzeszów. Przed 1999 podjął studia w Sosnowcu.
W 1993 po raz pierwszy wystartował w maratonie w Koszycach na Słowacji, uzyskując wynik 2:19:24. W 1995 wygrał IV Maraton Fabricolor w czeskich Pardubicach z czasem 2:17:02. 2 września 1995 zajął trzecie miejsce w Międzynarodowym Maratonie Pokoju w Koszycach, ustanawiając swój rekord życiowy wynikiem 2:16:19. Do 1996 był zawodnikiem Krośnianki Krosno, a przed sezonem 1997 przeszedł pod egidę Sanovii Lesko i w barwach tego klubu wspieranego przez firmę FUX w dniu 27 kwietnia 1997 podczas 67. Mistrzostw Polski we Wrocławiu zdobył srebrny medal w biegu maratońskim uzyskując czas 2:16:43. W tym samym sezonie latem tego roku startował w zawodach na dystansie 3000 m i 1500 m, a także w Biegu im. Marii Konopnickiej z Żarnowca na dystansie 10 km. W XVIII edycji Maratonu Nowojorskiego 2 listopada 1997 zajął 20. miejsce z wynikiem 2:21:18 (jako zawodnik został wyróżniony formalnie wskazany jako przynależny do Brooklynu, jako że podczas pobytu w USA przebywał tamże u Andrzeja Fuksa, brata braci Jana i Mariana Fuksów sponsorujących jego wyjazd). Zajął drugie miejsce w plebiscycie na najpopularniejszego sportowca województwa krośnieńskiego, organizowanym przez czasopismo „Podkarpacie” za rok 1997. Otrzymał nagrodę specjalną w IV Plebiscycie na Najpopularniejszego Sportowca Sanoka za rok 1997, organizowanym przez „Tygodnik Sanocki”. W 1998 zajął trzecie miejsce w VI Biegu Forda w Bielsku-Białej, będąc pierwszym wśród Polaków. W 1999 startował w barwach słowackiego klubu JM Lavo Bardejov
Jego żoną w 1996 została pochodząca z Krosna Agata Kramarz, która także została biegaczką długodystansową.
W późniejszym czasie podjął starty w kategorii weteranów. Reprezentuje miasto Sanok. Został trenerem biegacza Damiana Dziewińskiego.

## Rekordy życiowe
- bieg na 10 000 metrów – 29:43,55 (24 czerwca 1994, Piła)
- półmaraton – 1:07:30 (27 sierpnia 2000, Piła)
- bieg maratoński – 2:16:19 (2 września 1995, Koszyce)[23]